# William Bradbury

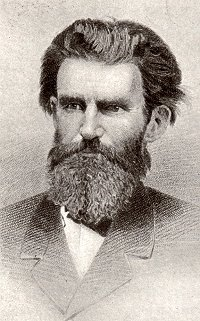
William Bradbury

William Batchelder Bradbury (1816 – 1868) var en amerikansk lärare, kyrkomusiker och kompositör. 

## Kompositioner (urval)
- Herre, samla oss nu alla, nr 81 i Den svenska psalmboken 1986 Finns på Wikisource.
- Just som jag är, ej med ett strå, nr 222 i Den svenska psalmboken 1986. Tonsatt 1849. Finns på Wikisource.
- Ack, saliga dag, som i hoppet vi bidar, nr 206 i Hemlandssånger 1891
- Följ med mig fram till korset, där Jesus för dig led, nr 398 i Frälsningsarméns sångbok
- Härlig frälsning! Härlig frälsning!, nr 412 i FA:s sångbok
- Gud jag vet att du kan sända skurar av välsignelse, nr 458 i FA:s sångbok
- Fröjd, fröjd, fröjd, nr 482 i FA:s sångbok
- Se, vi tågar fram med sköld och med baner, Nr 639 i FA:s sångbok Finns på Wikisource.
- Gode fader, samla åter, nr 432 i Psalmer och sånger (samma melodi som nr 81 i Den svenska psalmboken 1986.)